# 뤄청위안
뤄청위안(중국어 정체자: 羅晟原, 병음: Lúo Chéngyuán, 한자음: 나성원, 1992년 7월 16일~)은 중화민국의 e스포츠 선수로, 주요로 《하스스톤》의 이벤트에 참여했다.